# Herzblatt oder Wie sag ich’s meiner Tochter?
Herzblatt oder Wie sag ich’s meiner Tochter? ist ein deutscher Spielfilm von Alfred Vohrer. Er erlebte am 30. September 1969 im Gloria-Palast in München seine Premiere.

## Handlung
Paul, genannt „Männchen“, lebt mit seiner Tochter, genannt „Herzblatt“, zusammen, die er nach dem Tod seiner Frau allein großgezogen hat. Den Anleitungen eines Buches von Dr. Seebauer gemäß hat er Herzblatt beigebracht, ihrem Körper nicht schamhaft gegenüberzustehen. Auch die Nacktheit eines Menschen ist normal, hat Herzblatt schon in jungen Jahren erfahren. Dies führte bei ihr zu einer Fixierung auf den Vater, der ihr Vater, Mutter, Freund und Spielgefährte zugleich ist. Selbst jetzt, wo Herzblatt weit in der Pubertät sein sollte, badet sie noch gemeinsam mit ihrem Vater, wobei beide Spaß am Seifenschaumschlagen haben, und bewegt sich ungeniert nackt in der Wohnung und auf der Dachterrasse, weil sie sich ihrer Wirkung auf Männer nicht bewusst ist. Paul sucht sich Rat bei Dr. Seebauer, der vorschlägt, für Herzblatt einen jungen Mann zu suchen, der ihre Aufmerksamkeit von Paul zu ihrem Partner lenken soll.
Paul wendet sich an Bauunternehmer Max, der bisher unter Herzblatts Reizen indirekt zu leiden hatte: Seine Baustelle liegt gegenüber von Herzblatts Dachterrasse. Die Arbeiter wiederum stürzen regelmäßig von den Gerüsten, wenn sie die nackte Herzblatt sehen wollen. Max hat drei Söhne: Olaf, Otto und Oskar sind jeweils der sportliche, alternative bzw. der wohlerzogene Typ Sohn. Alle drei werden Herzblatt nach und nach vorgestellt und alle drei weist sie irgendwann zurück. Der erste küsst sie und erhält eine Ohrfeige, vom zweiten lässt sie sich entkleiden, empfindet dabei jedoch nichts und der dritte gibt zu, mit ihr schlafen zu wollen, doch sie hat kein Interesse. Ihr Ideal ist eine Szene, die Ernest Hemingway in Wem die Stunde schlägt beschreibt: Hier findet ein Paar zueinander und die Erde bebt – das tatsächliche Erdbeben im Buch nimmt Herzblatt als Ideal der wirklichen Liebe, doch hat sie bei keinem der Söhne von Max ein Beben gespürt.
Zunehmend reagiert Herzblatt genervt, weil alle nur von Sex reden. Das Ministerium hat ein Aufklärungsbuch herausgegeben, das in der Schule für den Aufklärungsunterricht verwendet werden soll. Die Lehrer tun sich jedoch schwer. Als die Schülerzeitungsredakteure nun anfangen, eigene sexuelle Forderungen über das Blatt an den Mann bringen zu wollen, will Herzblatt lieber über Hemingway und romantische Aspekte in seinen Romanen schreiben – sie wird von der Redaktion ausgeschlossen. Sie ahnt jedoch, dass sie langsam erwachsen wird. Auf dem Weg zur Schule trifft sie auf einer Brücke immer wieder auf einen Jugendlichen, der Flyer verteilt. Irgendwann drückt er ihr ein Blatt in die Hand, auf das er „Ich liebe dich“ geschrieben hat. Herzblatt reagiert unsicher und fragt schließlich Paul, wie er gemerkt hat, dass er in ihre Mutter verliebt war. Erst spinnt er eine merkwürdige Geschichte zusammen, gibt dann jedoch zu, dass es die einfachen Worte „Ich liebe dich“ waren, die er ihr gesagt habe. Herzblatt eilt nun zu dem Flyerverteiler und zeigt ihm sein Blatt. Gemeinsam fahren sie in die Natur und küssen sich auf einer Wiese. Da unweit gerade eine Sprengung stattfindet, bebt zudem zur rechten Zeit kurz die Erde.

## Hintergrund
Der Film entstand innerhalb von 26 Drehtagen zwischen dem 28. Juli und dem 29. August 1969 in München und im Atelier der Bavaria Film in Geiselgasteig.
Für die während der Drehzeit 16-jährige Mascha Gonska, die hier mehrfach nackt auftrat, war dies ihr Filmdebüt.
Erwin Gitt hatte die Produktions- und Herstellungsleitung inne, Wolf Englert und Margret Finger entwarfen die Bauten, Ina Stein die Kostüme. Für die Tricktechnik zeichnete Florian „Flo“ Nordhoff verantwortlich, der auch eine kleine Rolle als Lehrer übernahm.

## Kritik
Für den katholischen film-dienst war Herzblatt oder Wie sag ich’s meiner Tochter „ein wenig komischer Versuch, den zeitgenössischen Aufklärungsrummel von pubertären Sexberichten in Schülerzeitschriften bis zum Sexkunde-Atlas zu ironisieren. Platter Lustspiel-Klamauk, nicht frei von spekulativen Szenen, die der Film scheinheilig zu karikieren vorgibt.“
Wesentlich besser beurteilt wurde der Film vom Evangelischen Film-Beobachter. Dieser zog folgendes Fazit: Komödie, in der Sex nicht gleich Pornographie ist und die neben manchem Klamauk auch erfrischend wirkt.